# Dolichopus footei
Dolichopus footei är en tvåvingeart som beskrevs av Harmston 1966. Dolichopus footei ingår i släktet Dolichopus och familjen styltflugor.
Artens utbredningsområde är Idaho. Inga underarter finns listade i Catalogue of Life.